# Charles de Montesson

Wappen der Familie de Montesson

Charles de Montesson (* 1689; † 1758) war ein französischer Maréchal de camp, nachgeborener Sohn von  Lieutenant général Jean-Baptiste de Montesson. Wie sein Vater wurde er ein hervorragender Soldat.

## Biographie
Zusammen mit seinem Vater kämpfte er als 17-jähriger Musketier in der Schlacht bei Ramillies. Am 29. Dezember des gleichen Jahres erhielt er bereits als Inhaber des Regiments seines demissionierten Bruders übertragen. Nachdem dieses aufgelöst worden war, wurde er am 15. Februar 1714 zum „Colonel à la suite“ des Régiment de Navarre eingeteilt. Er trat in die königliche Garde (Maison militaire du roi de France) über und wurde am 1. Juni 1717 zum Fähnrich der Garde du corps du roi, mit dem Grad eines Mestre de camp der Kavallerie ernannt. Am 1. Februar 1719 wurde er zum  „Brigadier de cavalerie“ und am 26. Juli 1729 zum  „Troisième lieutenant aux gardes“ (Leutnant dritten Grades der Garden) befördert. Am 1. Mai 1731 wurde er Gouverneur der  Forts Brescou und Agde.
Anlässlich des Polnischen Erbfolgekrieges kämpfte er 1734 mit der Armee am Rhein und beendete den Feldzug mit einer Beförderung zum  Maréchal de camp. Lieutenant général wurde er am 1. März 1738. Unter dem Befehl des „Maréchal de Noailles“ trug er dann im August 1743 erfolgreich zur Grenzverteidigung bei. Mit dem „Maréchal de Coigny“ kämpfte er im gleichen Jahr im Elsass; sowie 1744 im Österreichischen Erbfolgekrieg à la suite des Königs bei den Belagerungen von Menen, Ypern und Furnes.
Unter dem Befehl des  Maréchal de Saxe kommandierte er ab Juli 1744 als  „Premier lieutenant“ die königliche Garde bei den Kämpfen in Flandern, so bei der Belagerung von Tournai, in der Schlacht bei Roucoux und der Schlacht bei Lauffeldt.
Nach der Belagerung von Maastricht im Jahre 1748 quittierte er den Dienst und kehrte nach Frankreich zurück. Hier starb er kinderlos am 26. Juni 1758 in der  Rue de l’Université in Paris. Als Erben hatte er seinen Bruder, den Marquis Jean-Baptiste de Montesson und seine Schwester Marie eingesetzt.